# Schleiferbach (Söllheimer Bach)
Der Schleiferbach ist ein kleiner rechter und in seiner heutigen Form künstlich angelegter Zufluss des Söllheimer Bachs im Nordosten der Stadt Salzburg. Sein Lauf beginnt noch im Gemeindegebiet von Hallwang und durchfließt im Salzburger Stadtteil Langwied das Samer Mösl, das als Geschützter Landschaftsteil ausgewiesen ist.

## Geografie

### Verlauf
Der Schleiferbach hat heute seinen Ursprung im Gemeindegebiet von Hallwang beim Ort Unteresch auf 445 m ü. A. und nach rund 430 m erreicht er das Stadtgebiet von Salzburg. Der knapp 1 m breite Bach fließt hierauf im Wesentlichen stets Richtung Südsüdwest. Nach rund 1,25 km biegt er etwas weiter in westliche Richtung und durchfließt danach das Samer Mösl, ein als Geschützter Landschaftsteil ausgewiesenes Feuchtgebiet mit Waldbestand. Nach knapp 2,1 km seines Laufs mündet der Schleiferbach beim Siedlungsraum Sam auf 425 m Seehöhe von rechts in den Söllheimer Bach, der selbst nach weiteren rund 450 m in den Alterbach einfließt, einen Nebenfluss der Salzach.
Der Schleiferbach verläuft in einem flachen Talboden zwischen Nußdorfer Hügel und Heuberg und ist neben dem parallel fließenden, größeren Söllheimer Bach das zweite Fließgewässer in der etwa 500 bis 700 m breiten Talung. Der Talraum war einst ein durchgängiges Moorgebiet (Langmoos) und Teil eines größeren zusammenhängenden Feuchtgebietes. Das Samer Mösl ist noch ein Rest des ehemaligen nassen Torfbodens.

### Abzweig, Zufluss und Schleiferbachteich
Am Oberlauf, knapp hundert Meter vor der Gemeindegrenze von Hallwang zu Salzburg, zweigt vom Schleiferbach ein Wasserlauf nach rechts ab, der in der Folge als wesentlich längerer Plainbach westwärts bis nordwestwärts in Richtung Kasern zieht und weiter dem Fuß des sich links erhebenden Plainbergs entlang. Er fließt bei Bergheim von links der dort schon mündungsnahen Fischach zu.
Kurz vor der Mündung liegt in der Siedlung Sam rund hundert Meter rechtsseits des Bachs und westlich an das Samer Mösl anschließend der Schleiferbachteich. Dieser wird von einem am Ortsrand verlaufenden rechten Zufluss des Schleiferbachs gespeist, entwässert aber erst etwas unterhalb des Schleiferbachs in den Söllheimer Bach.

## Hydrologie und Wasserbau
Das Bachbett des Schleiferbachs wurde in den 1930er Jahren zur Entwässerung des Gebiets gemeinsam mit anderen Entwässerungskanälen künstlich angelegt und ist durchgängig reguliert und begradigt. Um das Austrocknen des torfreichen Samer Mösls zu verhindern bzw. um ausgetrocknete Teile wiederzuvernässen, wurden mehrere Entwässerungsrohre geschlossen. Als weitere Maßnahme ist geplant, den Schleiferbach an mehreren Stellen aufzustauen.
Unmittelbar vor der Mündung gibt es am Bach eine Grundwasserstand-Messstelle.